# Noguera del Brasil
La noguera del Brasil (Bertholletia excelsa) és l'única espècie de planta amb flors del gènere monotípic Bertholletia dins la família de les lecitidàcies (Lecythidaceae).
Addicionalment pot rebre el nom de noguera sud-americana. Les llavors s'anomenen nous del Brasil.
El principal exportador mundial de la nou del Brasil processada és Bolívia.

## Descripció
És un gran arbre de 30–45 metres d'alt pot viure 500 anys o més. Les fulles cauen a l'estació seca, les flors són petites disposades en panícules. Les flors només poden ser pol·linitzades per un insecte prou fort per moure les parts de les flors que protegeixen el nèctar i a més ha de tenir una llengua prou llarga per arribar-hi per això l'arbre depèn d'una orquídia Coryanthes vasquezii, que no creix sobre el mateix arbre. L'orquídia emet una flaire que atrau abelles del tipus Euglossa, que tenen la llengua prou llarga, que també depenen d'aquesta orquídia per a reproduir-se.
Després de la pol·linització el fruit triga 14 mesos a madurar. El fruit és una gran càpsula de 10–15 cm de diàmetre que semblen un coco i pesen més de 2 kg. Dins té de 8 a 24 llavors triangulars de 4 a 5 cm de llargada (les nous del Brasil) no són núcules en el sentit botànic.

## Usos

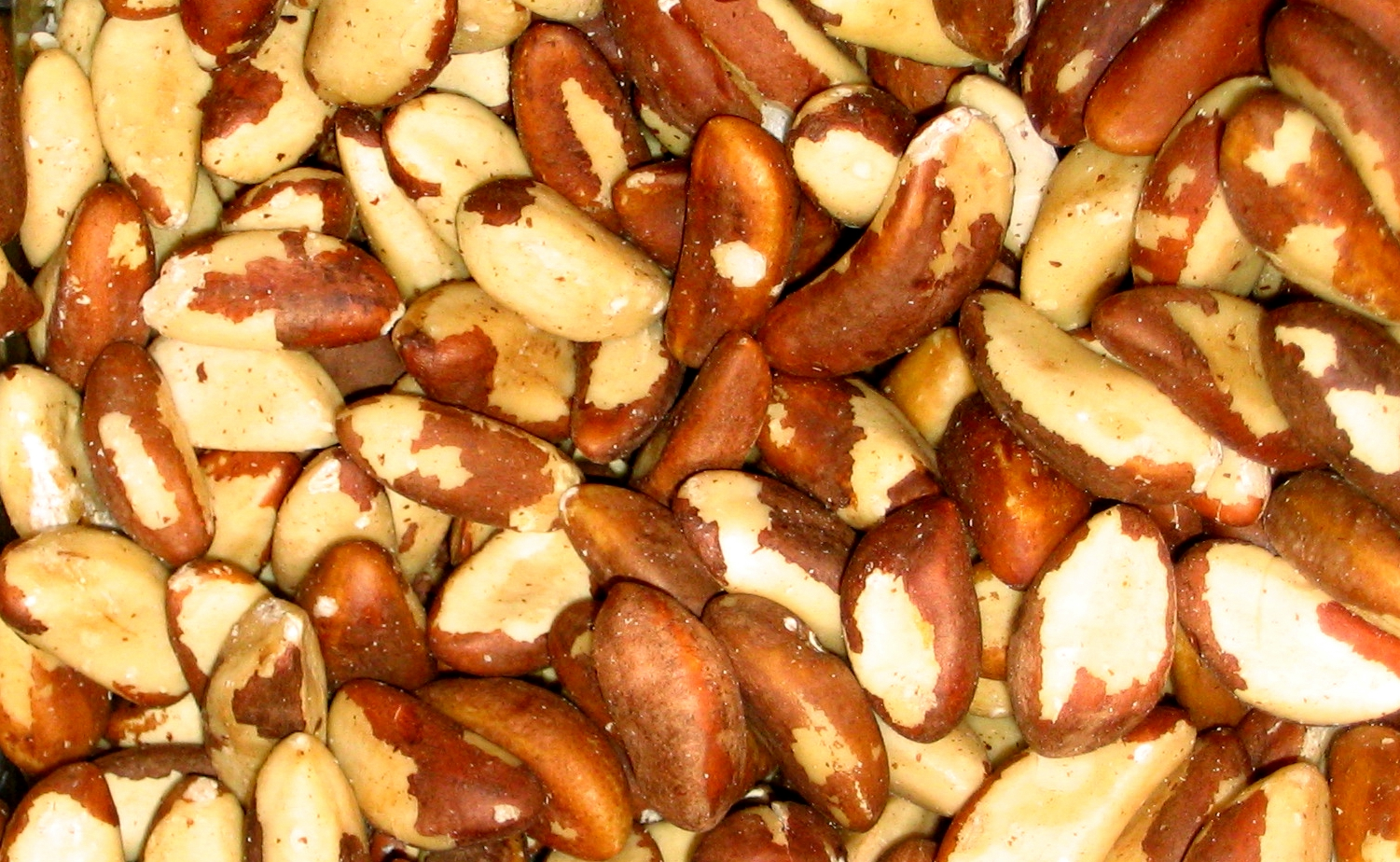
Nous del Brasil sense la closca

### Nutrició
Les nous del Brasil tenen prop de 18% de proteïna, 13% de carbohidrats, i 69% de greix del qual 25% saturat, 41% monoinsaturat i 34% poliinsaturat. Són una bona font de vitamines i minerals. I potser són la font dietètica més rica en seleni. Tenen molt àcid fític.
La Unió Europea ha imposat estrictes normes d'importació, puix que tenen alts nivells d'aflatoxina. També contenen petites quantitats de l'element radioactiu radi (uns 1–7 pCi/g (40–260 Bq/kg) que seria absorbit de manera natural pel seu extens sistema radicular.

### Altres usos
Com a lubricant en rellotges i en pintures i cosmètics. La seva fusta és de gran qualitat però està prohibit tallar els arbres encara que es fa de manera il·legal.